# McIntosh, Alabama
McIntosh là một thị trấn thuộc quận Washington, tiểu bang Alabama, Hoa Kỳ. Dân số năm 2009 là 230 người, mật độ đạt 89 người/km².